# Condado de Adams (Dakota del Norte)
El condado de Adams (en inglés: Adams County), fundado en 1907,  es uno de los 53 condados del estado estadounidense de Dakota del Norte. En el año 2000 tenía una población de  2593 habitantes con una densidad poblacional de 1 personas por km². La sede del condado es Hettinger.

## Geografía
Según la Oficina del Censo, el condado tiene un área total de 2561 km² (988,8 mi²), de la cual 2559 km² (988 mi²) es tierra y 3 km² (1,2 mi²) es agua.

### Condados adyacentes
- Condado de Hettinger norte
- Condado de Grant noreste
- Condado de Sioux  este
- Condado de Perkins sur
- Condado de Harding suroeste
- Condado de Bowman oeste
- Condado de Slope noroeste

## Demografía
En el 2000 la renta per cápita promedia del condado era de $29 079, y el ingreso promedio para una familia era de $34 306. El ingreso per cápita para el condado era de $18 425. En 2000 los hombres tenían un ingreso per cápita de $23 073 versus $18 714 para las mujeres. Alrededor del 10.40% de la población estaba bajo el umbral de pobreza nacional.
| 1910 | 1920 | 1930 | 1940 | 1950 | 1960 | 1970 | 1980 | 1990 | 2000 | Est. 2009 |
| ---- | ---- | ---- | ---- | ---- | ---- | ---- | ---- | ---- | ---- | --------- |
| 5407 | 5593 | 6343 | 4664 | 4910 | 4449 | 3832 | 3584 | 3174 | 2593 | 2236      |

## Mayores autopistas
- U.S. Highway 12
- Carretera de Dakota del Norte 8
- Carretera de Dakota del Norte 22

## Lugares

### Ciudades
- Bucyrus
- Haynes
- Hettinger
- Reeder

Nota: todas las comunidades incorporadas en Dakota del Norte se les llama "ciudades" independientemente de su tamaño

### Comunidades no incorporadas
- Petrel
- North Lemmon

### Municipios
| - Municipio de Beisigl - Municipio de Bucyrus - Municipio de Cedar - Municipio de Chandler - Municipio de Clermont - Municipio de Darling Springs - Municipio de Duck Creek | - Municipio de Gilstrap - Municipio de Hettinger - Municipio de Lightning Creek - Municipio de Maine - Municipio de Orange - Municipio de Reeder | - Municipio de Scott - Municipio de South Fork - Municipio de Taylor Butte - Municipio de Wolf Butte |

### Territorios no organizados
- Central Adams
- East Adams
- Holden
- West Adams